# 彩花駅
彩花駅（チェファえき）は、大韓民国忠清南道論山市にかつて存在した韓国鉄道公社（KORAIL）の駅である。

## 路線
- 韓国鉄道公社
  - 湖南線

## 歴史
- 1967年5月1日 - 開業。
- 1974年12月5日 - 廃止。

## 隣の駅
韓国鉄道公社
湖南線
論山駅 - 彩花駅 - 彩雲信号場